# 루 (음식)

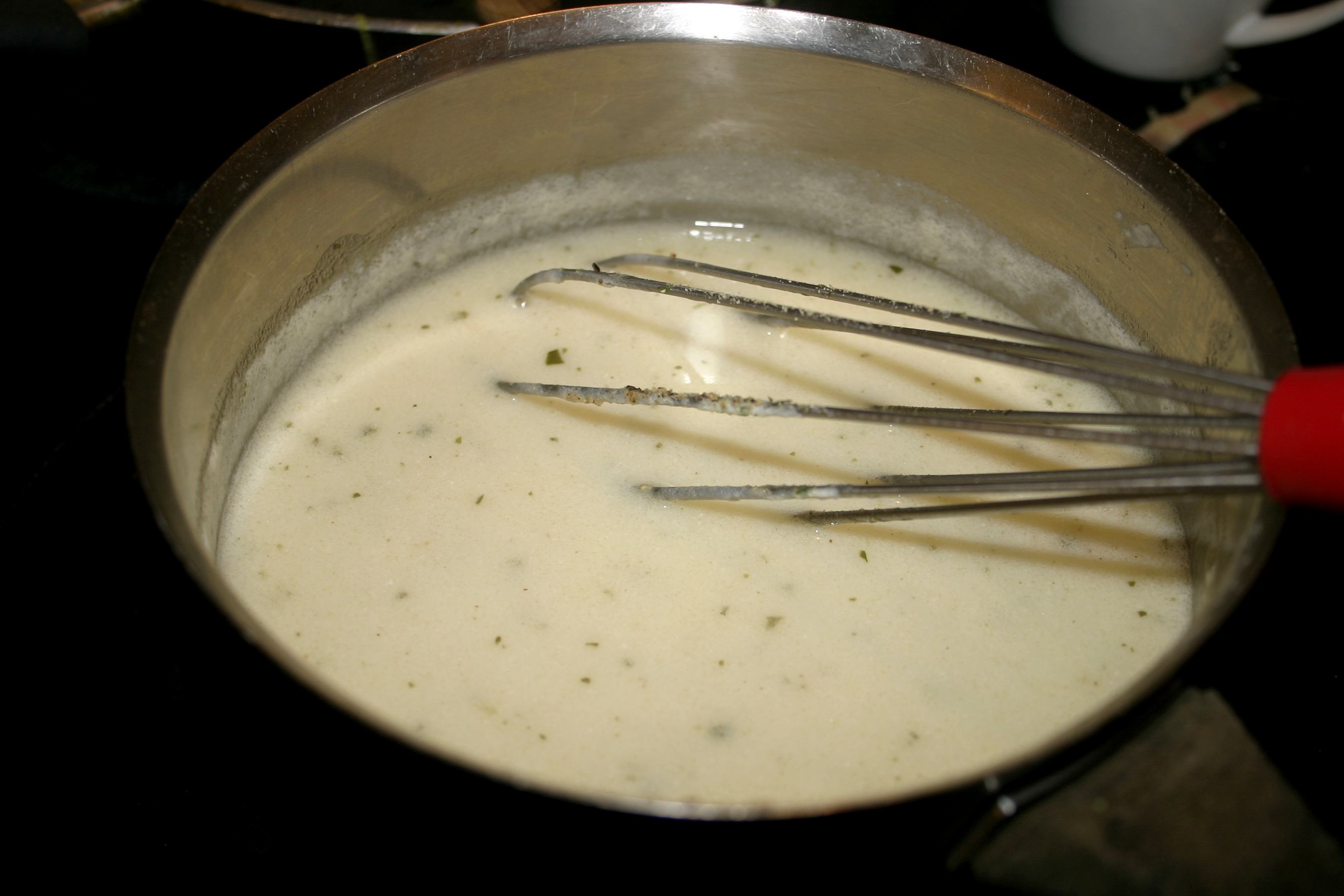
루

루(프랑스어: roux)는 밀가루를 버터로 볶은 것으로, 커리, 스튜, 소스 등의 재료로 쓰인다. 증점제의 일종이다.

## 같이 보기
- 화이트 루